# Diarmait mac Máel na mBó
Diarmait mac Máel na mBó, död 1072, var en irländsk monark. 
Han var Irlands högkung mellan 1064 och 1072.  